# 圆叶忍冬
圆叶忍冬（学名：Lonicera myrtillus var. cyclophylla）为忍冬科忍冬属下的一个变种。

## 扩展阅读
- 維基物種上的相關：圆叶忍冬